# Gand-Wevelgem 2021
La Gand-Wevelgem 2021, ottantatreesima edizione della corsa e valida come decima prova dell'UCI World Tour 2021 categoria 1.UWT, si svolse il 28 marzo 2021 su un percorso di 250 km, con partenza da Ypres e arrivo a Wevelgem, in Belgio. La vittoria fu appannaggio del belga Wout Van Aert, il quale completò il percorso in 5h45'11", alla media di 43,455 km/h, precedendo gli italiani Giacomo Nizzolo e Matteo Trentin.
Sul traguardo di Wevelgem 90 ciclisti, su 168 partiti da Ypres, portarono a termine la competizione. La formazione Trek-Segafredo non ha preso il via a causa di due positività riscontrate al COVID-19, mentre la Bora-Hansgrohe non è stata autorizzata a partecipare dopo la positività di Matthew Walls, emersa nei giorni precedenti alla gara.

## Squadre e corridori partecipanti
| N.      | Cod. | Squadra                  |
| ------- | ---- | ------------------------ |
| 1-7     | TFS  | Trek-Segafredo           |
| 12-17   | DQT  | Deceuninck-Quick Step    |
| 21-27   | LTS  | Lotto Soudal             |
| 31-37   | IWG  | Intermarché-Wanty-Gobert |
| 41-47   | ACT  | AG2R Citroën Team        |
| 51-57   | TJV  | Jumbo-Visma              |
| 61-67   | BOH  | Bora-Hansgrohe           |
| 71-77   | ISN  | Israel Start-Up Nation   |
| 81-87   | TBV  | Bahrain Victorious       |
| 91-97   | AST  | Astana-Premier Tech      |
| 101-107 | COF  | Cofidis                  |
| 111-117 | BEX  | Team BikeExchange        |
| 121-127 | MOV  | Movistar Team            |

| N.      | Cod. | Squadra                  |
| ------- | ---- | ------------------------ |
| 131-137 | DSM  | Team DSM                 |
| 141-147 | TQA  | Team Qhubeka Assos       |
| 151-157 | UAD  | UAE Team Emirates        |
| 161-167 | EFN  | EF Education-Nippo       |
| 171-177 | GCF  | Groupama-FDJ             |
| 181-187 | IGD  | Ineos Grenadiers         |
| 191-197 | SVB  | Sport Vlaanderen-Baloise |
| 201-207 | AFC  | Alpecin-Fenix            |
| 211-217 | BWB  | Bingoal WB               |
| 221-227 | BBK  | B&B Hotels               |
| 231-237 | ARK  | Team Arkéa-Samsic        |
| 241-247 | TDE  | Total Direct Énergie     |

## Ordine d'arrivo (Top 10)
| Pos. | Corridore         | Squadra      | Tempo    |
| ---- | ----------------- | ------------ | -------- |
| 1    | Wout Van Aert     | Jumbo        | 5h45'11" |
| 2    | Giacomo Nizzolo   | Qhubeka      | s.t.     |
| 3    | Matteo Trentin    | UAE          | s.t.     |
| 4    | Sonny Colbrelli   | Bahrain      | s.t.     |
| 5    | Michael Matthews  | BikeExchange | s.t.     |
| 6    | Stefan Küng       | Groupama     | s.t.     |
| 7    | N. Van Hooydonck  | Jumbo        | a 3"     |
| 8    | Dylan van Baarle  | Ineos        | a 52"    |
| 9    | Anthony Turgis    | Total        | a 54"    |
| 10   | Gianni Vermeersch | Alpecin      | a 1'25"  |